# Lucas Monteiro Machado
Lucas Monteiro Machado (Sabará, 11 de novembro de 1901 - Belo Horizonte, 11 de agosto de 1970) foi um médico e humanista brasileiro. Fundou a Faculdade Ciências Médicas de Minas Gerais, segunda mais antiga escola de medicina de Minas Gerais, onde serviu como professor titular da disciplina de ginecologia e diretor da instituição até seu falecimento. Também foi um dos fundadores do Associação dos Ginecologistas e Obstetras de Minas Gerais e presidiu a Associação Médica de Minas Gerais (AMMG).

## Primeiros anos
Lucas Machado nasceu em 11 de novembro de 1901 em Sabará, Minas Gerais filho de Virgílio Cristiano Machado e Marieta Monteiro Machado. Alguns anos depois, seus pais foram transferidos para Belo Horizonte, cidade onde Lucas completou seu curso primário e, posteriormente, o secundário no Colégio Arnaldo.

## Carreira
Em 1919 prestou o vestibular e matriculou-se na Faculdade de Medicina de Belo Horizonte, onde se formou em 1924. Durante seu período como estudante, foi interno do Serviço de Ginecologia da Santa Casa de Misericórdia, sendo seu professor Hugo Furkim Werneck. Logo após sua formação, o hospital deu a ele o cargo de Assistente da Clínica Ginecológica da Santa Casa, função que exerceu até 1933. Também chefiou a II Enfermaria de Obstetrícia na Santa Casa de 1925 a 1935. Em 1929 prestou concurso e, alcançando nota máxima, tomou posse do título de Docente Livre de Ginecologia da Faculdade de Medicina.
Em 1950 fundou a Faculdade de Ciências Médicas de Minas Gerais, que passou a ser a segunda escola de medicina em Minas Gerais. Trabalhou na instituição como professor e diretor até sua morte.
Lucas Machado foi autor de diversos trabalhos, muitos sendo traduzidos para outros idiomas. Foi honrado post-mortem como patrono da cadeira n.º 3 da Academia Mineira de Medicina.

## Morte
Morreu em 11 de agosto de 1970 em Belo Horizonte.

## Títulos e honrarias
- Medalha da Ordem do Mérito Nacional
- Cidadão Honorário de Belo Horizonte
- Ordem do Mérito da República Federal da Alemanha
- Ordem das Palmas Acadêmicas[1][2][3]